# Alberto Ortega Martín
Alberto Ortega Martín (Madri, 14 de novembro de 1962) é prelado espanhol da Igreja Católica que trabalha no serviço diplomático da Santa Sé.

## Biografia
Alberto Ortega Martín nasceu em Madri, Espanha, a 14 de novembro de 1962. Foi ordenado sacerdote pela Arquidiocese de Madri em 28 de abril de 1990 pelo cardeal Dom Ángel Suquía Goicoechea.
Doutor em Direito Canônico, ingressou no serviço diplomático da Santa Sé em 1 de julho de 1997, e trabalhou na Nicarágua, na África do Sul e no Líbano. A partir de 2004, trabalhou em Roma na Secretaria de Estado, onde, em 2007, foi encarregado da representação da Santa Sé no Norte da África e na Península Arábica.
Em 1 de agosto de 2015, o Papa Francisco o nomeou arcebispo titular de Midila (Argélia) e núncio apostólico na Jordânia e no Iraque. Recebeu a consagração episcopal em 10 de outubro de 2015 do cardeal Pietro Parolin.
Em 7 de outubro de 2019, foi nomeado núncio apostólico no Chile.
Em 14 de maio de 2024, foi transferido para a nunciatura apostólica na Venezuela.